# Colombia Open
Colombia Open – męski turniej tenisowy kategorii ATP World Tour 250 zaliczany do cyklu ATP World Tour. Rozgrywany na kortach twardych w Bogocie w latach 2013–2015.

## Mecze finałowe

### gra pojedyncza mężczyzn
| Rok  | Zwycięzca     | Finalista        | Wynik               |
| 2015 | Bernard Tomic | Adrian Mannarino | 6:1, 3:6, 6:2       |
| 2014 | Bernard Tomic | Ivo Karlović     | 7:6(5), 3:6, 7:6(4) |
| 2013 | Ivo Karlović  | Alejandro Falla  | 6:3, 7:6(4)         |

### gra podwójna mężczyzn
| Rok  | Zwycięzcy                             | Finaliści                               | Wynik                |
| 2015 | Édouard Roger-Vasselin Radek Štěpánek | Mate Pavić Michael Venus                | 7:5, 6:3             |
| 2014 | Sam Groth Chris Guccione              | Nicolás Barrientos Juan Sebastián Cabal | 7:6(5), 6:7(3), 11–9 |
| 2013 | Purav Raja Divij Sharan               | Édouard Roger-Vasselin Igor Sijsling    | 7:6(4), 7:6(3)       |